# Покровка (Акбулацький район)
Покро́вка (рос. Покровка) — село у складі Акбулацького району Оренбурзької області, Росія.

## Населення
Населення — 389 осіб (2010; 468 у 2002).
Національний склад (станом на 2002 рік):
- казахи — 53 %
- росіяни — 30 %